# Pelochyta pallida
Pelochyta pallida är en fjärilsart som beskrevs av Paul Dognin 1910. Pelochyta pallida ingår i släktet Pelochyta och familjen björnspinnare. Inga underarter finns listade i Catalogue of Life.